# PW-5

PW-5 je enosedo poljsko jadralno letalo, ki ga je razvila Varšavska tehnološka univerza (poljsko: Politechnika Warszawska). Zasnovano je bilo kot edini tip jadralnega letala za tekmovanja v FAI svetovnem razredu.

## Razvoj
Razvoj jadralnega letala PW-5 se je začel na natečaj Mednarodne letalske zveze (FAI) v novembru 1989 za izdelavo enostavnega tipa jadralnega letala, ki bi bil osnova za uvedbo novega svetovnega razreda jadralnih letal. Namen svetovnega razreda je bil, da piloti tekmujejo z enakim tipom jadralnega letala, s čimer za razliko od ostalih razredov ne bi mogli pridobiti prednosti na račun novejših in dražjih jadralniih letal.
Zahteva natečaja je bilo letalo s povprečnimi zmogljivostmi, ki bi bilo poceni in enostavno za sestavljanje in upravljanje, s čimer bi bilo primerno tudi za manj izkušene pilote. Kot odgovor na natečaj je prispelo 42 predlogov zasnove iz 20 držav. Na osnovi teh načrtov je komisija izbrala 11 predlogov za izdelavo prototipov, v oktobru 1992 pa so testirali 6 prototipov iz 5 držav. Na osnovi tega testiranja je komisija na koncu izbrala PW-5. Prvotno je letalo proizvajalo znano poljsko podjetje PZL, v letu 2000 je del zaposlenih na univerzi ustanovil privatno podjetje PZL-Bielsko1, ki je nadaljevalo proizvodnjo.
Ker je PW-5 ponujal slabše zmogljivosti za ceno, ki je bila primerljiva cenam starejših letal klubskega razreda z boljšimi zmogljivostmi, je bil izven tekmovalnih krogov precej nepriljubljen, pa tudi tekmovanja v svetovnem razredu so bila dokaj slabo obiskana. Izdelanih je bilo manj kot 200 letal, od katerih jih je bilo okoli 70 izvoženih v ZDA, kjer so dosegla večjo popularnost.
Na osnovi PW-5 je bila izdelana tudi dvoseda različica PW-6.

## Specifikacije
- Posadka: 1
- Dolžina: 6,22 m
- Razpon kril: 13,44 m

- Površina kril: 10,2 m²

- Vitkost kril: 17,71
- Višina: 1,86 m
- Masa praznega letala: 190 kg
- Največja dovoljena masa: 300 kg

- Največja hitrost: 220 km/h
- Drsno razmerje: 32
- Najmanjše padanje: 0,65 m/s